# Desastres em 1900

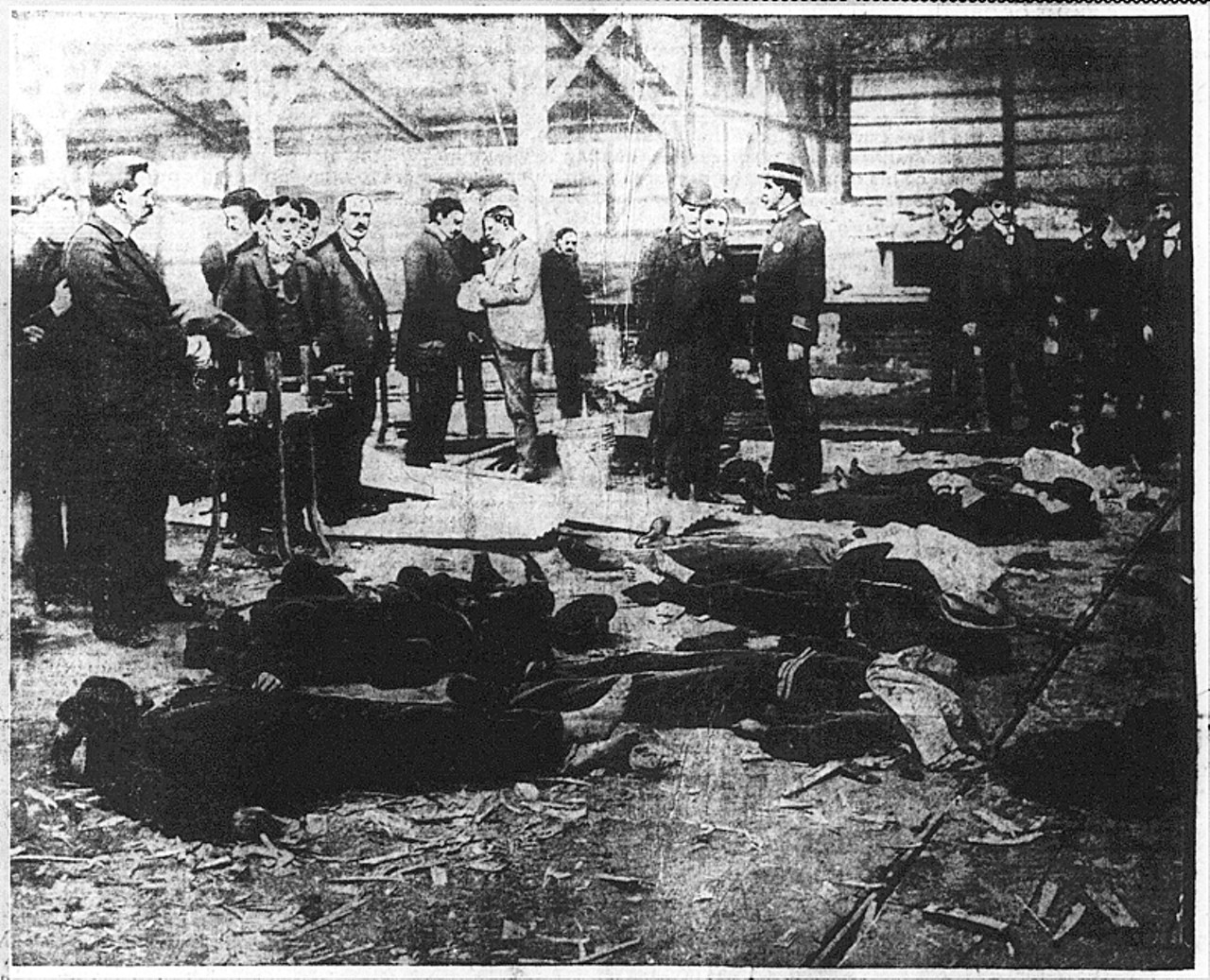
Vítimas da partida de futebol americano universitário do time Big Game em San Francisco, Califórnia, em 1900. As vítimas, em sua maioria meninos, caíram do telhado da fábrica de vidro ao lado do estádio. O incidente é conhecido como o Desastre do Dia de Ação de Graças.

Nesta página encontrará referências aos desastres ocorridos durante o ano de 1900.
- Steinkjer, cidade da Noruega sofreu um grande incêndio.
- Destruição do Castelo de Beloeil em frança por um incêndio.

## Setembro
- 8 de Setembro - O Furacão de Galveston[1] atingiu a cidade de Galveston, Texas. Calcula-se que tenha causado a morte a cerca de dez mil a doze mil pessoas das quais, seis mil se encontravam na cidade de Galveston.[2]